# Гіргільяно
Гіргільяно (ісп. Guirguillano) — муніципалітет в Іспанії, у складі автономної спільноти Наварра. Населення — 87 осіб (2009).
Муніципалітет розташований на відстані близько 300 км на північний схід від Мадрида, 21 км на південний захід від Памплони.
На території муніципалітету розташовані такі населені пункти: (дані про населення за 2009 рік)
- Аргіньяріс: 16 осіб
- Ечаррен-де-Гіргільяно: 34 особи
- Гіргільяно: 37 осіб

## Демографія
Динаміка населення (INE ):

## Галерея зображень

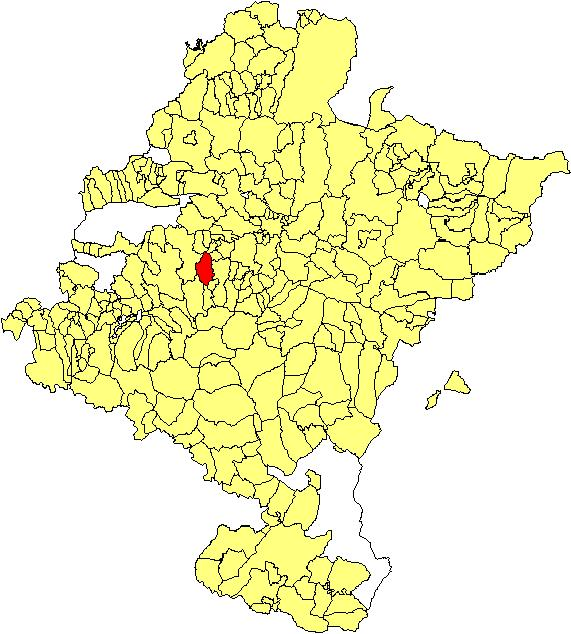
Розташування муніципалітету